# Lacul Kronenburg
Lacul Kronenburg este un lac de acumulare construit între anii 1973–1979 cu scopul protecției regiunii contra inundațiilor. Oglinda apei are o suprafață de 27 ha, lacul fiind situat în cea mai mare parte pe teritoriul localității Kronenburg din landul Renania-Palatinat, Germania. Lacul este alimentat de râul Kyll. Barajul din pământ are 19 m înălțime și o lungime la coronament de 325 m. Pe lângă folosința lui în protecția contra inundațiilor, lacul mai este și un loc de agrement pentru vizitatori sau pentru iubitorii sporturilor nautice, cât și un paradis pentru păsările acvatice. Lacul este periculos pentru scafandri, la fel ca și patinajul pe lac pe timp de iarnă.